# Börnchen (Gummersbach)
Börnchen ist ein ehemaliger Ortsteil der Stadt Gummersbach im Oberbergischen Kreis im südlichen Nordrhein-Westfalen. Er gehört mittlerweile zum Ortsteil Derschlag.

## Lage
Der Ort liegt im Südosten von Gummersbach inmitten eines Waldgebietes am Rande Derschlags zwischen Rebbelroth und Bernberg.

## Geschichte
In der Preußischen Uraufnahme von 1840 wird Börnchen erstmals mit der noch heute gebräuchlichen Schreibweise verzeichnet.

## Busverkehr
Über die in Derschlag und Rebbelroth gelegenen Haltestellen der Buslinie 301 ist Börnchen an den öffentlichen Personennahverkehr angeschlossen.